# Lay-duce
Lay-duce(일본어: 株式会社Lay-duce, 레이듀스)는 본즈의 전 프로듀서 요나이 노리모토가 설립한 일본의 애니메이션 제작사이다.

## 역사
그룹 택의 제작을 거쳐 본즈의 D 스튜디오에서 《강철의 연금술사 BROTHERHOOD》, 《NO. 6》, 《절원의 템페스트》 등의 프로듀서를 맡은 요나이 노리모토에 의해 2013년 8월에 설립되었다.
2018년부터 트윈 엔진의 산하가 되고, 대표이사의 요나이는 마찬가지로 트윈 엔진 산하의 제노 스튜디오의 이사를 겸무하고 있다.
2021년 4월부터 트윈 엔진 자회사에서 관련회사가 되었다.
같은 해 8월 28일, 본사를 도쿄도 스기나미구 오기쿠보 5초메 30번 16호 MTC빌딩 7층에서 도쿄도 나카노구 주오 1초메 13번 8호 오하시 센트럴 빌딩 6층으로 이전했다.

## 작품

### TV 애니메이션
- GO! GO! 575 (2014년)
- Classroom☆Crisis (2015년)
- 마기 신드바드의 모험 (2016년)
- Fate/Grand Order -First Order- (2016년)
- 언제나 우리의 사랑은 10cm였다. (2017년)
- Fate/Grand Order -Moonlight/Lost room- (2017년)
- RELEASE THE SPYCE (2018년)
- 거친 계절의 소녀들이여 (2019년)
- 로노 선생의 악마적인 신수업 (2020년)
- 아이★츄 (2021년)
- 군청의 팡파르 (2022년)
- 히로인이라는 자! ~미움받는 히로인과 비밀스러운 일~ (2022년)
- 토모 짱은 여자아이! (2023년)
- ＃컴파스 2.0 전투섭리분석시스템 (2025년)
- 클레바테스 -마수왕과 아기와 시체 용사- (2025년)

### 극장 애니메이션
- 페이트/그랜드 오더

### OVA
- 유루유리